# Jean de Bodt
Jean de Bodt (ur. 6 maja 1670 w Paryżu, zm. 3 stycznia 1745 w Dreźnie) – francusko-niemiecki architekt barokowy, inżynier forteczny, pruski generał, projektant twierdz pruskich oraz innych budowli wojskowych i cywilnych (barok), członek Pruskiej Akademii Nauk.

## Życiorys
Urodził się w Paryżu w rodzinie hugenotów (francuskich ewangelików reformowanych) pochodzących z Holandii lub Meklemburgii. Wraz z ojcem wyjechał z Francji do Holandii w 1684 roku (w wieku 14 lat). Decyzja o wyjeździe była związana z wydaniem przez Ludwika XIV edyktu z Fontainebleau (1685).
W latach 1688–1699 służył w angielsko-holenderskiej armii Wilhelma III Orańskiego, (1690–1691 – Irlandia, 1692–1695 – Flandria; został ranny w Irlandii, w czasie bitwy nad Boyne), a w latach 1699–1728 – w brandenburskiej armii Fryderyka III, elektora Brandenburgii. Poza służbą wojskową zdobywał – głównie w Anglii – wiedzę o budowie fortyfikacji i architekturze cywilnej. W roku 1698 projektował barokowe elementy dla Whitehall Palace i Pałacu Placentii (projekty nie zostały zrealizowane).

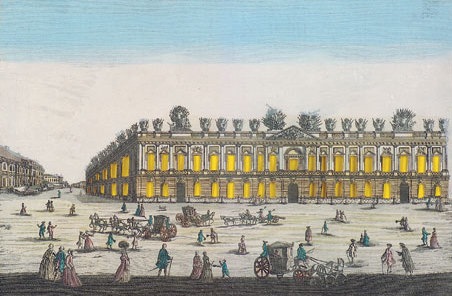
Berliński Arsenał w 1780 roku

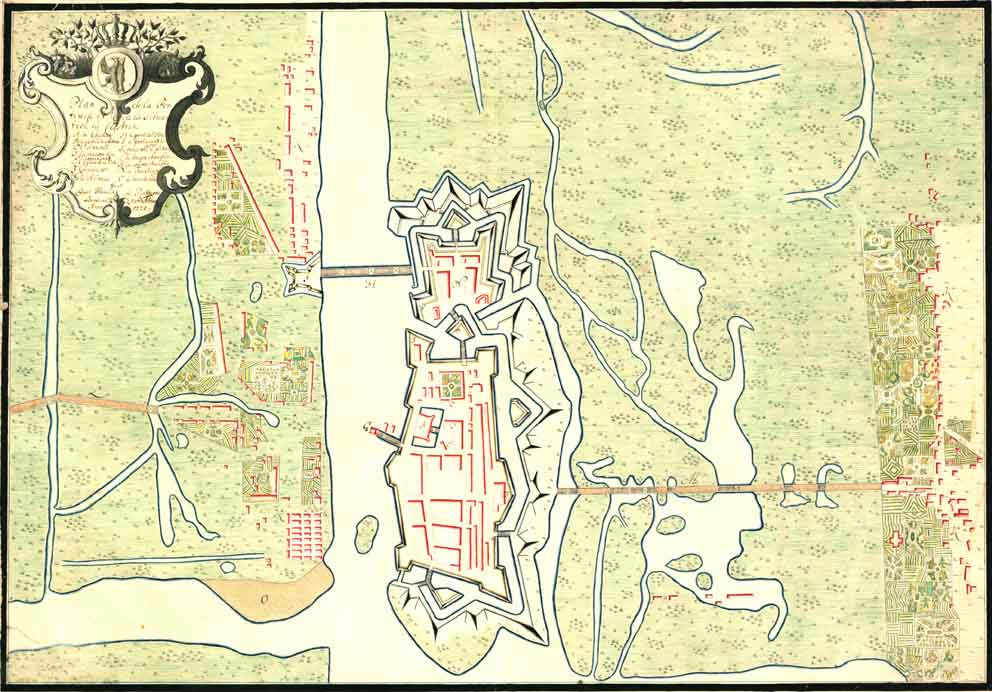
Plan miasta i twierdzy Kostrzyn z 1728 roku

W wieku 28 lat (1698) cieszył się uznaniem Fryderyka III, o czym świadczy m.in. powierzenie mu kierownictwa końcowego etapu (1699–1706) budowy Berlińskiego Arsenału, rozpoczętej przez Johanna Neringa (w Berlinie był znany jako Johann von Bodt lub von Bott). Szybko awansował również w armii. Początkowo był kapitanem gwardii fizylierów, we wrześniu 1703 roku otrzymał stanowisko naczelnego inżyniera, specjalisty w dziedzinie budowy fortyfikacji pruskich, a następnie:
- 24 grudnia 1717 – stopień generała majora,
- 1 stycznia 1722 – stanowisko komendanta twierdzy Wesel
- 13 października 1728 – szefostwo pruskiego korpusu inżynieryjnego (jako generał porucznik) i stanowisko naczelnego intendenta budynków cywilnych i wojskowych (Generalintendant der Zivil- und Militärgebäude) w Dreźnie[5][7]
- 16 marca 1741 – stopień generała piechoty, stanowisko komendanta twierdzy Drezno (zwierzchnika wszystkich fortyfikacji i budynków wojskowych)

W tychże latach wykonał projekty licznych budynków cywilnych i obiektów wojskowych m.in. plany:
- twierdzy Kostrzyn (zob. Kostrzyn nad Odrą)
- fortyfikacji miejskich Szczecina (zrealizowano koncepcje Gerharda van Wallrawe)

Był członkiem Berlińsko-Brandenburskiej Akademii Nauk. W roku 1742 utworzył „Ingenieurakademie zu Dresden“. Zmarł w Dreźnie 3 stycznia 1745 roku

## Prace architektoniczne
Na długiej liście budowli, które Jean de Bodt projektował, budował (nadzorował budowę) lub restaurował znajdują się m.in.:
- 1695–1703  – wieża kościoła parafialnego w Poczdame, zaprojektowanego przez Neringa
- 1700–1702 – Zamek w Schwerinie
- 1701 – „Wrota Fortuny” (niem. Fortunaportal) w Poczdamie
- 1701–1704 – pałac rodu Dohnów w Gładyszach
- 1706 – zbrojownia Zeughaus przy Unter den Linden w Berlinie (projekt Johanna Neringa, rzeźby Andreasa Schlütera)
- 1709–1714 – pałac „Friedrichstein”[8] (miejsce narodzin Marion Dönhoff[9])
- 1710–1716 – kolejne pałace rodu Dönhoff w Prusach Wschodnich
- 1710–1720 – Stainborough, Yorkshire (Wentworth Castle)[10]
- 1718–1722 – Brama Berlińska (niem. Berliner Tor) w Wesel
- 1730 ok. – Pałac Holenderski (późniejszy Pałac Japoński) w Dreźnie[11]
- 1734–1736 – rozbudowa zamku Königstein (okolice Drezna)